# ENAP Refinerías
ENAP Refinerías es una empresa chilena, filial de la Empresa Nacional del Petróleo. Fue fundada el 1 de enero de 2004, como resultado de la fusión de las refinerías de Concón y Petrox, ubicadas en las regiones de Valparaíso y del Biobío, respectivamente. Tiene una capacidad de destilación de 220.000 barriles/día y puede abastecer más del 80% de los requerimientos de combustibles en Chile. 
Tiene tres refinerías: 
- Refinería Aconcagua (en Concón, Región de Valparaíso). Inaugurada el 12 de noviembre de 1955. Llamada anteriormente RPC (Refinería de Petróleo de Concón).
- Refinería Biobío (en Hualpén, Región del Biobío). Inaugurada el 8 de mayo de 1966. Llamada anteriormente Petrox. Sirve al oleoducto Trasandino.
- Refinería Gregorio (en Punta Arenas, Región de Magallanes), la más austral del mundo.

ENAP Refinerías también exporta parte de su producción a Perú, destacándose por la alta calidad de sus combustibles que responden a los estándares más exigentes del mundo.

### Desafíos medioambientales
Las refinerías de ENAP han enfrentado críticas históricas y desafíos ambientales, principalmente por emisiones contaminantes, accidentes y su impacto en comunidades cercanas. El 21 de octubre de 2014, un fallo en una conexión submarina entre el buque Miraflores y el Terminal Marítimo de ENAP en Quintero provocó el vertido de 38 700 litros de petróleo al mar. El derrame se extendió por 3 km de costa, afectando playas como Loncura y Ventanas, y generando graves daños ecológicos. 
En agosto de 2018, la zona de Quintero-Puchuncaví vivió una crisis ambiental sin precedentes cuando más de 300 personas —en su mayoría niños— sufrieron intoxicaciones agudas por exposición a gases tóxicos como benceno, sulfuro de hidrógeno y tolueno. Los afectados presentaron vómitos, mareos, sangrado nasal y convulsiones, lo que llevó al cierre temporal de escuelas y a la declaración de alerta sanitaria. La Corte Suprema determinó que la contaminación provenía del polo industrial de la zona, incluyendo la Refinería Aconcagua de ENAP, y ordenó medidas urgentes al Estado para reducir las emisiones. Este episodio evidenció décadas de abandono en una de las llamadas «zonas de sacrificio» de Chile.